# Marsh Motor Buggy Company
Die Marsh Motor Buggy Company war ein US-amerikanischer Automobilhersteller, der nur zwischen 1907 und 1908 existierte. Ein Bezug zur Marsh Motor Carriage Company, deren Nachfolger Marsh Motors Company oder zur Motor Cycle Manufacturing Company (alle in Brockton (Massachusetts)) ist nicht bekannt.

## Beschreibung
Gegründet wurde die Marsh Motor Buggy Company in Detroit (Michigan) von den Maschinenführern Frederick D. und Winfred Marsh. Es scheint, dass diese den Automobilbau neben ihrem Beruf als Freizeitbetätigung betrieben. Firmensitz war eine Werkstätte an der Sylvester Avenue 6.

## Highwheeler
Hier wurden auf handwerklicher Basis Marsh Motor Buggies in unbekannter Stückzahl hergestellt. Es waren typische Highwheeler. Sie waren für das ländliche Amerika konzipiert. Konstruiert wie die Pferdekutschen, mit denen die Farmer vertraut waren, hatten sie riesige Räder, die das Aufsetzen des Wagenbodens auf den unbefestigten, nach Regen oft schlammigem Straßen verhindern sollten. Sie konnten sowohl Personen wie auch Waren transportieren. Reparaturen und Wartung der einfachen Technik konnte jeder Kutschenbauer, Wagner oder Dorfschmied durchführen. Letzteres machte Highwheeler auch für Kleinsthersteller wie die Marshs attraktiv, weil sie kein weit gespanntes Vertretungsnetz erforderten.